# Messapus martini
Espèce
Messapus martini est une espèce d'araignées aranéomorphes de la famille des Corinnidae.

## Distribution
Cette espèce se rencontre en Afrique du Sud, en Eswatini et en Zambie.

## Description
Les femelles syntypes mesurent de 8 à 10 mm.
Le mâle décrit par Haddad en 2013 mesure 10,08 mm et la femelle 10,48 mm, les mâles mesurent de 6,85 à 10,08 mm et les femelles de 8,28 à 10,48 mm.

## Systématique et taxinomie
Cette espèce a été décrite par Simon en 1898.
Elle est l'espèce type du genre Messapus.

## Étymologie
Cette espèce est nommée en l'honneur du Dr C. Martin.

## Publication originale
- Simon, 1898 : Histoire naturelle des araignées. Paris, vol. 2, p. 193-380 (texte intégral).